# Milan Kučan
Milan Kučan [mílan kúčan], slovenski politik, * 14. januar 1941, Križevci, Kraljevina Jugoslavija (danes Slovenija).
Kučan je bil predsednik Predsedstva Republike Slovenije v okviru Jugoslavije, in sicer od izvolitve na prvih demokratičnih volitvah leta 1990 do 25. junija 1991, ko je Slovenija razglasila neodvisnost. 23. decembra 1991 se je funkcija s sprejetjem Ustave Republike Slovenije preimenovala v predsednika Republike Slovenije in uvedla petletni mandat. Ob koncu dveletnega mandata je bil 6. decembra 1992 ponovno izvoljen za predsednika na prvih volitvah v samostojni Sloveniji. Leta 1997 je bil izvoljen še za drugi petletni mandat, ki se mu je iztekel 1. decembra 2002.

## Mladost in izobraževanje
Rodil se je na goričkem delu Prekmurja, v vasi Križevci. Odraščal je v evangeličanski kmečki družini petih otrok z očetom Kolomanom Küčanom (padel na fronti 1944) in materjo, učiteljico Marijo (roj. Varga). Osnovno in srednjo šolo je obiskoval v Prekmurju. Leta 1964 diplomiral na Pravni fakulteti v Ljubljani in se kmalu vključil v komunistično organizacijo.

## Politika
Prvi pomemben politični položaj, ki ga je zasedal, je bil predsednik Zveze socialistične mladine Slovenije od 1968 do 1969. Nato je postal član sekretariata Zveze komunistov Slovenije. Na tem položaju je ostal do leta 1973, ko je postal sekretar Zveze komunistov Slovenije. Leta 1978 je postal predsednik Skupščine Socialistične republike Slovenije. To dolžnost je opravljal do leta 1982, ko je postal slovenski predstavnik v predsedstvu Centralnega komiteja Zveze komunistov Jugoslavije. Od pomladi 1986 do decembra 1989 je bil predsednik Centralnega komiteja Zveze komunistov Slovenije.

### Predsednik republike
Leta 1990 je bil na neposrednih volitvah v drugem krogu (njegov glavni protikandidat je bil Jože Pučnik) izvoljen za dveletni mandat predsednika Predsedstva Republike Slovenije. Funkcijo je opravljal med slovensko osamosvojitveno vojno. Tik pred začetkom vojne je podpisal Deklaracijo za mir 1991, katere podpisniki so se zavzemali za razorožitev Slovenije in Slovenijo brez vojske. Po osamosvojitvi je ponovno kandidiral in bil leta 1992 že v prvem krogu izvoljen za petletni mandat. Leta 1997 je še drugič (v skladu z Ustavo Republike Slovenije iz leta 1991) zmagal v prvem krogu in si zagotovil vnovičen petletni mandat.

### Po predsedniškem mandatu
Od novembra 2004 je Kučan član Madridskega kluba, združenja nekdanjih demokratičnih državnikov, ki si prizadeva za krepitev demokratične vladavine. Skupaj z Michelom Rocardom, nekdanjim francoskim premierjem, predseduje Mednarodnemu kolegiju. 
Leta 2004 je soustanovil in postal predsednik Foruma 21, slovenskega levičarskega društva, ki je razpravljalo o vprašanjih, pomembnih za prihodnji razvoj Slovenije in njen položaj v globalni družbi. Kučan je tudi član Evropskega sveta za strpnost in spravo, neprofitne organizacije, ustanovljene leta 2008 za spremljanje strpnosti v Evropi in dajanje priporočil za boj proti ksenofobiji in nestrpnosti na celini.
Leta 2014 je prejel nagrado bodeča neža za seksistično izjavo, ko je novinarki svetoval, naj se ukvarja s tem, da ni poročena, namesto da ga sprašuje.
Leta 2022 je za predsednico republike podprl Natašo Pirc Musar.

## Vpliv na politiko
Ko je Borut Pahor leta 2010 s terminom "strici iz ozadja" opozoril, da obstajajo ljudje iz civilne družbe, ki želijo vplivati na politiko, se je med njimi omenjalo tudi Milana Kučana. Na soočenju pred predsedniškimi volitvami (2017) na POP TV je Borut Pahor priznal, da ga je, ko je bil predsednik vlade RS, Milan Kučan pozval, naj odstopi, saj bodo na mesto predsednika vlade umestili Zorana Jankovića. Bil je med skupino državljanov, ki so prišli Jankovića osebno pozvat, naj na parlamentarnih volitvah 2011 kandidira. Janković je na volitvah zmagal, vlade pa mu ni uspelo sestaviti. Javno je podpiral tudi Alenko Bratušek, na predsedniških volitvah 2012 pa je podporo izrekel Danilu Türku.
Ko je eden od ustanovnih članov SMC Bojan Dobovšek izstopil iz stranke, je med razloge med drugim navedel, da se je Miro Cerar o odločitvah prevečkrat posvetoval z Milanom Kučanom in njegovim krogom. Kučan je zanikal, da bi bil stric iz ozadja, da pa je Borutu Pahorju svetoval, če je nasvet želel, prav tako mu je kaj sporočil, če je to čutil sam.

## Zasebno
Od leta 1964 je poročen s Štefko Kučan, s katerima ima hčeri Ano in Špelo. Živi v ljubljanskih Murglah. Med njegovimi priljubljeni konjički je tudi planinarjenje, med drugim je častni član Planinske zveze Slovenije. Redno obiskuje kulturne prireditve.

## Odlikovanja in priznanja
- zlati častni znak svobode Republike Slovenije – 24. junij 2003[9][10]
- Valvasorjevo častno priznanje za izročitev zbirke protokolarnih daril, ki jih je prejel v času svojih predsedniških mandatov, Muzeju novejše zgodovine Slovenije - 2003[11]
- častni meščan Ljubljane – 9. maj 2007
- vatikansko odlikovanje viteza s kolajno Pijevega reda (Collare dell'Ordine Piano) – 19. april 1993
- častni občan Murske Sobote – 2020